# جيمس برودي (لاعب كريكت)
جيمس برودي (19 مارس 1937 في جنوب أفريقيا - ) (بالإنجليزية: James Brodie)‏ هو لاعب كريكت جنوب أفريقي. لعب مع Eastern Province (cricket team) ‏ ونادي جامعة كامبريدج للكريكيت ‏.

## وصلات خارجية
- جيمس برودي على موقع إي آس بي آن كريك إنفو (الإنجليزية)